# Odescalchi Géza
Herceg Odescalchi Géza August Imre Gyula Liviusz Pál (Budapest, 1858. február 9. – Budapest, 1937. augusztus 22.) magyar nagybirtokos, főrend, szerémi herceg, az Odescalchi család tagja.

## Élete
Apja, Odescalchi Gyula herceg képviselő és főrend, Tisza Kálmán sógora volt és jelentős szerepet játszott az akkori politikai életben, ezért az ifjú herceg is érdeklődni kezdett a közélet iránt. 1874-75-ben nevelője Váró Ferenc volt. Középiskolai tanulmányai befejeztével egy évig jogot hallgatott Lipcsében, majd újabb egy évig a magyaróvári gazdasági akadémián tanult. Katonai szolgálati kötelezettségének eleget téve ezután bevonult 16. huszárezredhez, és később is szolgálaton kívüli honvéd-huszárhadnagy volt. Rendes lakóhelye nyitraszerdahelyi hitbizományi birtokán volt. 
Bekapcsolódott Nyitra vármegye közéletébe, de hamar abbahagyta politizálást, mert rendkívül konzervatív felfogása egyik pártéval sem egyezett. Fiatalkorában remek ügető-hajtó volt, az 1880-as években nyitraszerdahelyi kastélyát felújíttatta és kibővítette. Ekkoriban újra politizálni kezdett, Tisza István mellett foglalt állást ifj. Andrássy Gyulával szemben, akivel sok összetűzése volt nagyon konzervatív nézetei miatt. A hozzá sok dologban hasonló Festetics Tasziló gróf barátja volt. 1895. május 13-tól örökös jogon a magyar főrendiház tagja lett, ahol a közgazdasági és közlekedésügyi bizottság tagja volt. A világháború után sokat tartózkodott Bécsben, de aztán végleg Budapestre költözött, ahol visszavonult életet élt.
1937-ben halt meg Budapesten. Eszterházy Johanna sírjába temetkezett Hietzingben, amely idővel az Odescalchiak családi sírkápolnájává vált.

## Családja
Odescalchi Géza herceg 1882. augusztus 29-én vette feleségül krasznahorkai és csíkszentkirályi Andrássy Etelka (Adelheid) grófnőt (Parnó, 1861. augusztus 27. – Bécs, 1927. november 8.), Andrássy Manó gróf és Pálffy Gabriella lányát. Házasságukból négy gyermekük született:
- Pál (1883–1887)

- Ilona (Nyitraszerdahely, 1888. február 19. – Bécs, 1973. február 25.)
- Béla Manó Gyula Géza Imre Balthazar (Budapest, 1890. október 6. – USA, 1954.), első felesége galántai Esterházy Mária Franciska grófnő (1890–1935), második felesége babai Báj Sarolta
- László Géza Gyula Imre Balthazar August Károly (Nyitraszerdahely, 1893. augusztus 7. – Salzburg, 1967. december 30.), felesége Aloisia Fink (1887–1962)[7]